# Râul Sticoasa
Râul Sticoasa este un curs de apă, afluent al râului Mișca.

## Hărți
- Harta Munții Apuseni
- Harta județului Bihor